# Søren Kragh Andersen
Pour les articles homonymes, voir Søren Andersen (homonymie), Kragh et Andersen.
Søren Kragh Andersen, né le 10 août 1994, est un coureur cycliste danois. Il a notamment remporté deux étapes du Tour de France en 2020, ainsi que le titre de mondial du contre-la-montre par équipes en 2017.

## Biographie

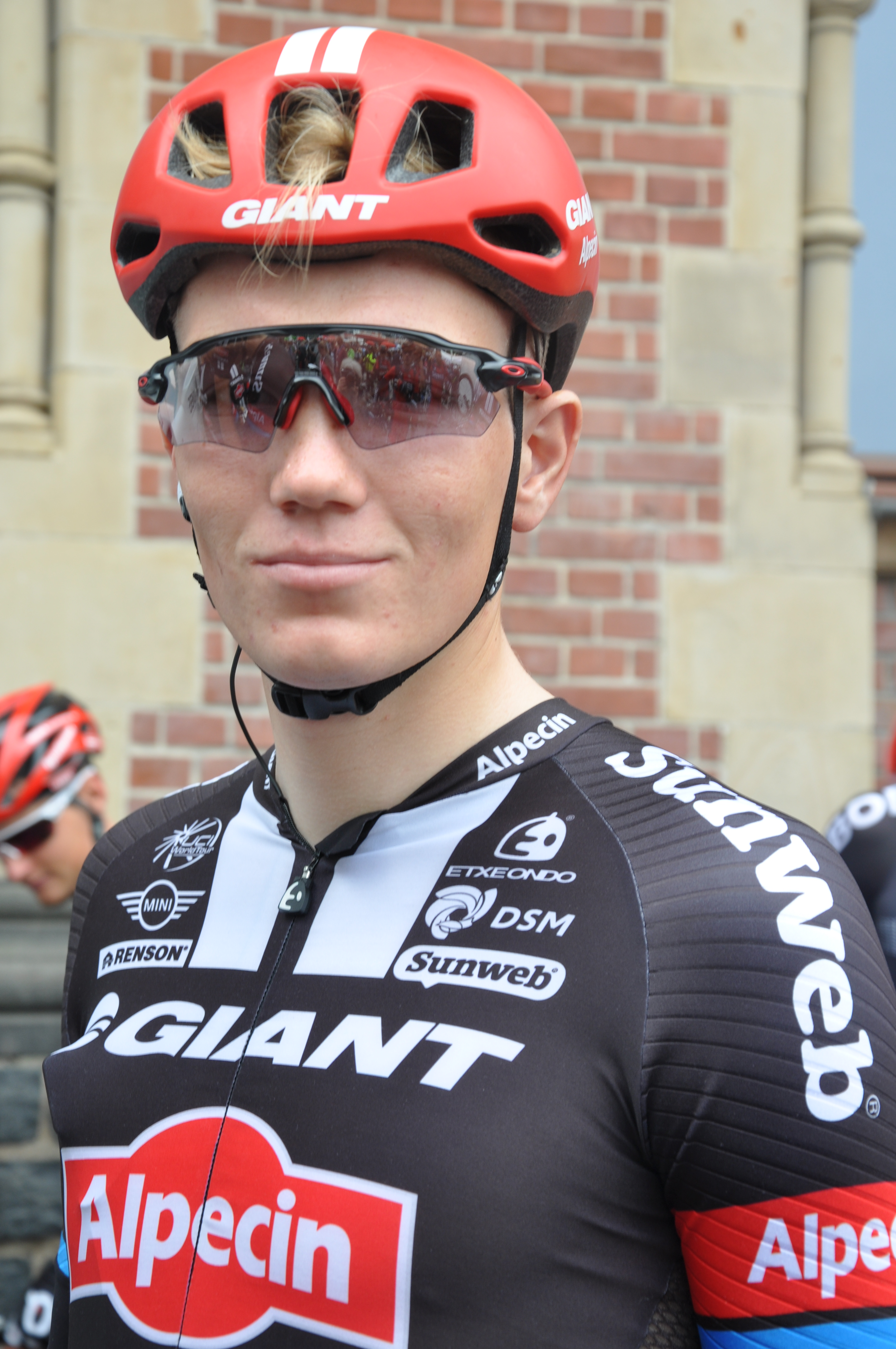
Søren Kragh Andersen lors du Tour de Cologne 2016.

Søren Kragh Andersen naît le 10 août 1994 au Danemark. Son frère ainé, Asbjørn, est également coureur cycliste.

### 2011-2012: carrière chez les juniors
En 2011, il devient champion du Danemark du contre-la-montre par équipes juniors, remporte la 3eb étape du Trofeo Karlsberg, et termine deuxième du GP du Danemark et du championnat du Danemark sur route juniors. En fin de saison, il est onzième des mondiaux juniors disputés à domicile. En 2012, il remporte la troisième étape de la Course de la Paix juniors, le prologue du Tour du Pays de Vaud, le contre-la-montre par équipes de la 1re étape du Rothaus Regio-Tour. Il s'illustre dans les classements généraux en terminant deuxième du Tour d'Istrie, de la Course de la Paix juniors et troisième du Rothaus Regio-Tour. En septembre, il est dixième du championnat du monde sur route juniors.

### 2013-2015: la révélation chez Trefor
Ses performances lui valent d'être recruté en 2013 par l'équipe Trefor, qui devient Trefor-Blue Water l'année suivante. Après une année 2013 sans résultats notables, il termine troisième en 2014 de la Côte picarde et du Himmerland Rundt. En mai, il devient champion du Danemark du contre-la-montre espoirs. En fin de saison il se classe huitième et meilleur jeune du Tour du lac Taihu, en Chine.
En 2015, il remporte le classement général, ainsi que la première étape et le contre-la-montre par équipes de la deuxième étape du ZLM Tour. En Norvège, il s'adjuge le Hadeland GP et termine deuxième du Ringerike Grand Prix. Au mois de mai, il confirme ses bonnes performances en se classant quatrième du Tour de Berlin, puis lors du Tour des Fjords. Lors de cette course, il gagne au sprint la quatrième étape et s'empare du maillot de leader à une étape de la fin. Il perd la tête de la course le lendemain aux dépens de Marco Haller et doit se contenter de la deuxième place au général final. Après des bons championnats nationaux (deuxième du contre-la-montre espoirs, troisième de la course en ligne espoirs), il est deux fois dans le top 3 d'étape du Tour du Danemark. Lors du Tour de l'Avenir, il gagne le prologue et porte le maillot jaune durant deux jours. Il s'impose une nouvelle fois lors de la 3e étape, devançant au sprint Mathieu van der Poel.

### 2016-2022: De Giant-Alpecin à DSM
En 2016, il rejoint l'équipe World Tour Giant-Alpecin. Pour ses débuts dans l'équipe, il est sixième et meilleur jeune du Tour du Qatar. La suite de sa saison est plus difficile, il abandonne de nombreuses classiques du World Tour. En juin, il se classe quatrième du Ster ZLM Toer et obtient ses meilleures places de la saison lors de contre-la-montre.
Lors de la saison 2017, l'équipe est renommée Team Sunweb. Pour sa course de reprise, il crée la surprise en gagnant en costaud la 3e étape du Tour d'Oman au sommet de la côte de Quriyat. Par la suite, il est quatrième du championnat du Danemark du contre-la-montre, cinquième du Ster ZLM Toer, ainsi que 16e de Gand-Wevelgem et du BinckBank Tour. En août, il participe au Tour d'Espagne, son premier grand tour. Il se classe notamment troisième des 13e et 21e étapes. Il termine sa saison en devenant champion du monde du contre-la-montre par équipes avec la Sunweb, puis en se classant deuxième de Paris-Tours (battu au sprint par Matteo Trentin) et douzième des mondiaux de Bergen.
Sa première partie de saison 2018 n'est pas à la hauteur de ses attentes. Il attend le mois de mai pour obtenir son premier résultat notable, avec une huitième place sur le Tour des Fjords. Lors du Tour de Suisse, il gagne en solitaire l'étape reine à l'issue d'une échappée. Il est également deuxième du contre-la-montre final. Il participe ensuite à son premier Tour de France, où il porte le maillot blanc de meilleur jeune pendant sept jours et termine cinquième du seul contre-la-montre de la course. De plus, il est l'un des équipiers les plus importants de Tom Dumoulin, qui termine à la deuxième place du classement général. En août, il termine septième du BinckBank Tour. Un moins plus tard, il est vice-champion du monde du contre-la-montre par équipes avec la Sunweb, puis remporte en solitaire Paris-Tours.
Il commence bien son année 2019 en se classant deuxième du Tour de l'Algarve à 14 secondes de Tadej Pogačar. Par la suite, il est onzième de Gand-Wevelgem et obtient deux tops 5 sur les contre-la-montre du Tour de Suisse. Il participe au Tour de France, mais souffrant de douleurs à la selle, il ne prend pas le départ de la 18e étape. Il dispute ensuite le BinckBank Tour, mais abandonne lors de la dernière étape alors qu'il occupe la septième place du général.
En 2020, il se classe troisième du Circuit Het Nieuwsblad, puis gagne le contre-la-montre de Paris-Nice, où il se termine dixième du général. Après l'arrêt des courses en raison de la pandémie de COVID-19, il remporte en septembre deux étapes en solitaire du Tour de France. Sur sa lancée, il se classe deuxième du BinckBank Tour derrière Mathieu van der Poel, après avoir remporté le contre-la-montre. Sa saison 2021 est plus décevante. Après un abandon rapide sur Paris-Nice en raison de douleurs au dos, il participe à Milan-San Remo où il lance une attaque dans le final avec le futur vainqueur Jasper Stuyven, mais doit se contenter de la neuvième place. Sur les classiques flandriennes, il n'obtient de résultats significatifs (58e du Tour des Flandres, 24e de Paris-Roubaix). En juillet, il d'abandonne le Tour de France lors de la 14e étape sans avoir eu l'opportunité de jouer la victoire sur une étape.

### 2023-: Alpecin-Deceuninck
Søren Kragh Andersen rejoint Alpecin-Deceuninck à partir de 2023 pour deux saisons. Le 1er mai 2023, lors de la classique allemande Eschborn-Francfort, il lance le sprint de loin dans un groupe de dix échappés et s'impose sur la ligne d'arrivée.

## Palmarès et résultats

### Palmarès par année
- 2011
  -  Champion du Danemark de cross-country juniors
  -  Champion du Danemark du contre-la-montre par équipes juniors
  - 2eb étape du Tour du Pays de Vaud (contre-la-montre)
  - 1re étape du Tour de Himmelfart Juniors (contre-la-montre)
  - 3eb étape du Trofeo Karlsberg
  - 2e du championnat du Danemark sur route juniors
  - 2e du Grand Prix du Danemark
- 2012
  - 3e étape de la Course de la Paix juniors
  - Prologue du Tour du Pays de Vaud
  - 1re étape du Rothaus Regio-Tour (contre-la-montre par équipes)
  - 2e du Tour d'Istrie
  - 2e de la Course de la Paix juniors
  - 3e du championnat du Danemark de cross-country juniors
  - 3e du Rothaus Regio-Tour
  - 10e du championnat du monde sur route juniors
- 2013
  - 3e du championnat du Danemark du contre-la-montre par équipes
- 2014
  -  Champion du Danemark du contre-la-montre espoirs
  -  Champion du Danemark du contre-la-montre par équipes
  - 3e de la Côte picarde
  - 3e du Himmerland Rundt
- 2015
  -  Champion du Danemark du contre-la-montre par équipes
  - ZLM Tour :
    - Classement général
    - 1re et 2e (contre-la-montre par équipes) étapes

  - Hadeland GP
  - 4e étape du Tour des Fjords
  - Prologue et 3e étape du Tour de l'Avenir
  - 2e du Grand Prix Herning
  - 2e du championnat du Danemark du contre-la-montre espoirs
  - 2e du Ringerike Grand Prix
  - 2e du Tour des Fjords
  - 3e du championnat du Danemark sur route espoirs
- 2017
  -  Champion du monde du contre-la-montre par équipes
  - 3e étape du Tour d'Oman
  - 2e de Paris-Tours
- 2018
  - 6e étape du Tour de Suisse
  - Paris-Tours
  -  Médaillé d'argent du championnat du monde du contre-la-montre par équipes
  - 7e du BinckBank Tour
- 2019
  - 2e du Tour de l'Algarve
- 2020
  - 4e étape de Paris-Nice (contre-la-montre)
  - 14e et 19e étapes du Tour de France
  - 4e étape du BinckBank Tour (contre-la-montre)
  - 2e du BinckBank Tour
  - 3e du Circuit Het Nieuwsblad
  - 10e de Paris-Nice
- 2021
  - 9e de Milan-San Remo
- 2022
  - 5e de Gand-Wevelgem
  - 7e de Milan-San Remo
- 2023
  - Eschborn-Francfort
  - 3e de Binche-Chimay-Binche
  - 5e de Milan-San Remo
  - 9e de l'E3 Saxo Bank Classic
  - 10e du Renewi Tour
- 2024
  - 8e d'Eschborn-Francfort
- 2025
  -  Champion du Danemark sur route

### Résultats sur les grands tours

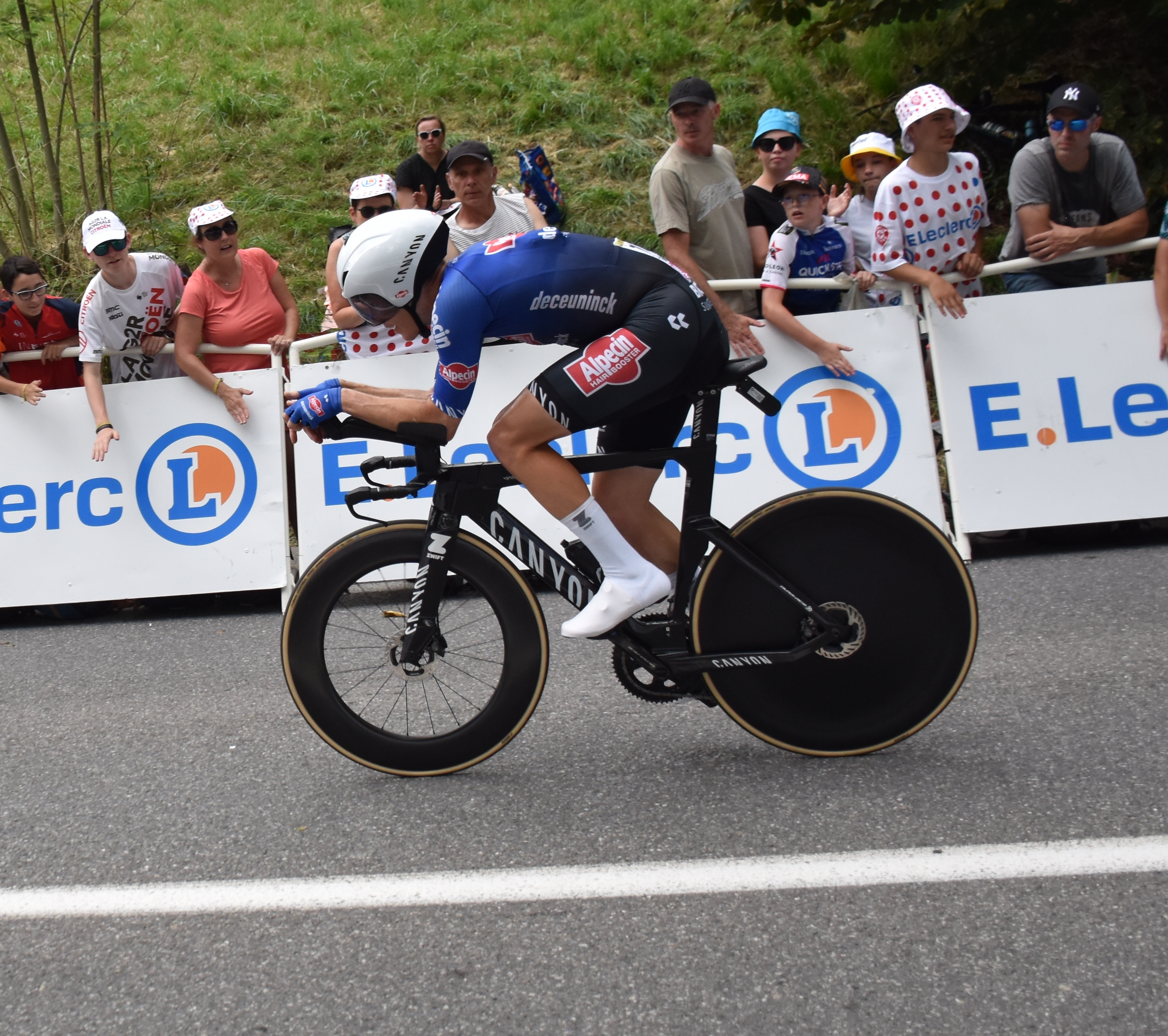
Soren Kragh Andersen - Tour de France 2023
Contre la montre individuel.

#### Tour de France
6 participations
- 2018 : 52e
- 2019 : abandon (18e étape)
- 2020 : 58e, vainqueur des 14e et 19e étapes
- 2021 : non-partant (14e étape)
- 2023 : 122e
- 2024 : hors délais (12e étape)

#### Tour d'Italie
1 participation
- 2025 : non-partant (5e étape)

#### Tour d'Espagne
1 participation
- 2017 : 106e

### Classiques et grands championnats
| AB    | Abandon                | HD             | Hors-délais   | -             | Pas de particiation | ×             | Pas d'épreuve    |                 |                      |                    |                       |                       |                  |              |                |              |                          |             |
| Année | Circuit Het Nieuwsblad | Milan-San Remo | Grand Prix E3 | Gand-Wevelgem | Tour des Flandres   | Paris-Roubaix | Amstel Gold Race | Flèche Wallonne | Liège-Bastogne-Liège | Eschborn-Francfort | Clásica San Sebastián | Cyclassics de Hamboug | Bretagne Classic | GP de Québec | GP de Montréal | Mondial- CLM | Mondial- Course en ligne | Paris-Tours |
| 2016  | -                      | -              | 92e           | AB            | AB                  | AB            | -                | -               | -                    | -                  | -                     | 69e                   | -                | -            | -              | 36e          | AB                       | -           |
| 2017  | 26e                    | 121e           | 75e           | 16e           | 74e                 | AB            | -                | -               | AB                   | -                  | -                     | -                     | -                | -            | -              | -            | 12e                      | 2e          |
| 2018  | 47e                    | -              | -             | -             | 53e                 | AB            | AB               | -               | -                    | -                  | -                     | -                     | AB               | 30e          | AB             | 18e          | -                        | Vainqueur   |
| 2019  | -                      | 52e            | AB            | 11e           | AB                  | -             | AB               | -               | -                    | -                  | -                     | -                     | AB               | -            | -              | -            | -                        | -           |
| 2020  | 3e                     | 57e            | x             | -             | AB                  | x             | x                | -               | -                    | x                  | x                     | x                     | -                | x            | x              | -            | -                        | 101e        |
| 2021  | 23e                    | 9e             | 42e           | 35e           | 58e                 | 24e           | AB               | -               | -                    | AB                 | -                     | x                     | -                | x            | x              | -            | -                        | 91e         |
| 2022  | 103e                   | 7e             | AB            | 5e            | -                   | -             | 29e              | 40e             | 25e                  | -                  | AB                    | -                     | AB               | AB           | AB             | -            | -                        | -           |
| 2023  | 99e                    | 5e             | 9e            | 68e           | AB                  | -             | 40e              | 81e             | AB                   | Vainqueur          | -                     | -                     | AB               | -            | -              | -            | AB                       |             |
| 2024  | -                      | 31e            |               |               |                     |               |                  |                 |                      |                    |                       |                       |                  |              |                |              |                          |             |

### Classements mondiaux
| Année                                 | 2014 | 2015 | 2016 | 2017 | 2018 | 2019 | 2020 | 2021 | 2022 | 2023 | 2024 |
| ------------------------------------- | ---- | ---- | ---- | ---- | ---- | ---- | ---- | ---- | ---- | ---- | ---- |
| UCI World Tour                        |      |      | nc   | 170e | 107e |      |      |      |      |      |      |
| Classement mondial                    |      |      | 432e | 157e | 100e | 288e | 33e  | 323e | 114e | 66e  | 303e |
| UCI Europe Tour                       | 350e | 20e  | 519e | 177e | 144e | 235e | 28e  | 272e | 96e  | 55e  | nc   |
| UCI Asia Tour                         | 137e | nc   | 109e | 198e | 287e |      |      |      |      |      |      |
|                                       |      |      |      |      |      |      |      |      |      |      |      |
| Légende : nc = non classéSource : UCI |      |      |      |      |      |      |      |      |      |      |      |

## Distinctions
- Cycliste danois de l'année en 2020